# Vagnsjön, Västergötland
Vagnsjön är en sjö i Skara kommun i Västergötland och ingår i Göta älvs huvudavrinningsområde. Sjön är 10 meter djup, har en yta på 0,211 kvadratkilometer och befinner sig 127,1 meter över havet. Vagnsjön ligger i Höjentorp-Drottningkullen Natura 2000-område.

## Fiske
Vagnsjön är en fiskesjö med fiskarterna abborre, mört, gädda, braxen, sarv, sutare, gers, ruda och lake.

## Delavrinningsområde
Vagnsjön ingår i det delavrinningsområde (647784-137276) som SMHI kallar för Utloppet av Vagnsjön. Medelhöjden är 130 meter över havet och ytan är 1,1 kvadratkilometer. Räknas de 4 delavrinningsområdena uppströms in blir den ackumulerade arean 22,71 kvadratkilometer. Vattendraget som avvattnar avrinningsområdet har biflödesordning 5, vilket innebär att vattnet flödar genom totalt 5 vattendrag innan det når havet efter 263 kilometer. Delavrinningsområdet består mestadels av skog (35 %), öppen mark (12 %) och jordbruk (35 %). Avrinningsområdet har 0,2 kvadratkilometer vattenytor vilket ger det en sjöprocent på 18,4 %.